# Elżbieta Krzęcio-Nieczyporuk
Elżbieta Krzęcio-Nieczyporuk – dr hab. nauk rolniczych w dyscyplinie technologia żywności i żywienia. Profesor Uniwersytetu Przyrodniczo-Humanistycznego w Siedlcach.

## Życiorys
20 października 1999 uzyskała stopień naukowy doktora (specjalność: zootechnika), 6 maja 2010 dr. habilitowanego (specjalność: technologia mięsa). W marcu 2011 roku została zatrudniona na stanowisku profesora nadzwyczajnego w Międzywydziałowym Studium Dietetyki Uniwersytetu Przyrodniczo-Humanistycznego w Siedlcach. Od października 2013 roku pracuje w Instytucie Nauk o Zdrowiu, włączonym obecnie w strukturę organizacyjną Wydziału Nauk Medycznych i Nauk o Zdrowiu Uniwersytetu Przyrodniczo-Humanistycznego w Siedlcach.
Od 2016 roku pełni funkcję Dyrektora Instytutu Nauk o Zdrowiu na Wydziale Nauk Medycznych i Nauk o Zdrowiu Uniwersytetu Przyrodniczo-Humanistycznego w Siedlcach.
Ukończyła szkolenia z zakresu:
- „Zarządzanie Centrum Symulacji Medycznej w praktyce” (2020)

- „Zarządzanie personelem/kierowanie ludźmi (z elementami prawa pracy) (2020)

Zainteresowania naukowe dotyczą uwarunkowań jakości i bezpieczeństwa żywności oraz zachowań konsumentów na rynku żywności. Autorka i współautorka ponad 120 publikacji naukowych. Członek Polskiego Towarzystwa Higienicznego.

## Wybrane publikacje
- 2004: Nowe trendy w badaniach jakości wieprzowiny[1]
- 2006: Slaughter value of carcasses and quality and technological quality of meat from porkers differing in drip loss from the longissimus lumborum muscle[1]
- 2006: Glycogen metabolism in muscle and its effects on meat quality in pigs - a mini review[1]
- 2006: Pork quality and methods of its evaluation - a review[1]
- 2013: Mięso - jego rola i znaczenie w żywieniu człowieka[2]
- 2015: Spożycie wybranych produktów pochodzenia zwierzęcego a zachorowalność na choroby cywilizacyjne[2]
- 2016: Influence of Major Genes on Meat Quality[2]
- 2017: Rola diety i żywienia w leczeniu łuszczycy[2]
- 2019: Uwarunkowania akceptacji konsumenckiej mięsa i jego przetworów[2]
- 2020: Uwarunkowania, skutki zdrowotne i konsekwencje społeczne neofobii żywieniowej[2]